# 콜부쇼바군

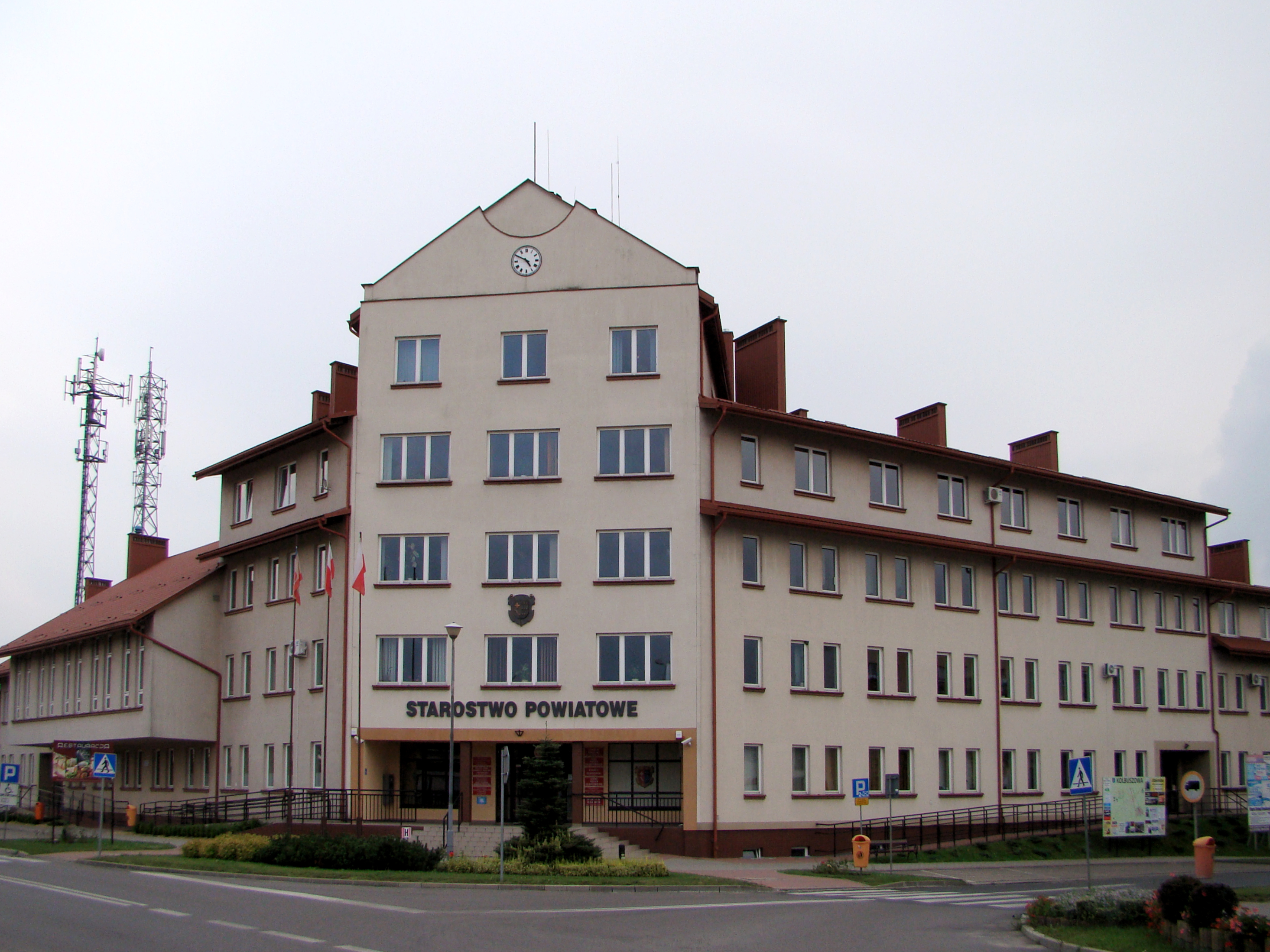
콜부쇼바에 위치한 콜부쇼바 군청

포트카르파츠키에주 지도에 표시된 콜부쇼바군의 위치

콜부쇼바군(폴란드어: powiat kolbuszowski)은 폴란드 포트카르파츠키에주에 위치한 군으로 군청 소재지는 콜부쇼바이며 면적은 773.93km2, 인구는 62,389명(2019년 기준), 인구 밀도는 81명/km2이다.
북쪽으로는 타르노브제크군, 스탈로바볼라군, 북동쪽으로는 니스코군, 남동쪽으로는 제슈프군, 남쪽으로는 로프치체셍지슈프군, 서쪽으로는 미엘레츠군과 접한다. 6개 지방 자치체(1개 도시형 농촌, 5개 농촌)를 관할한다.

군기
군 문장